# Libro de horas de Juana I de Castilla
El Libro de horas de Juana I de Castilla (BL Add Ms 35313) es un manuscrito iluminado del siglo XVI d. C., probablemente realizado en la ciudad de Gante. Se conserva en la British Library de Londres.

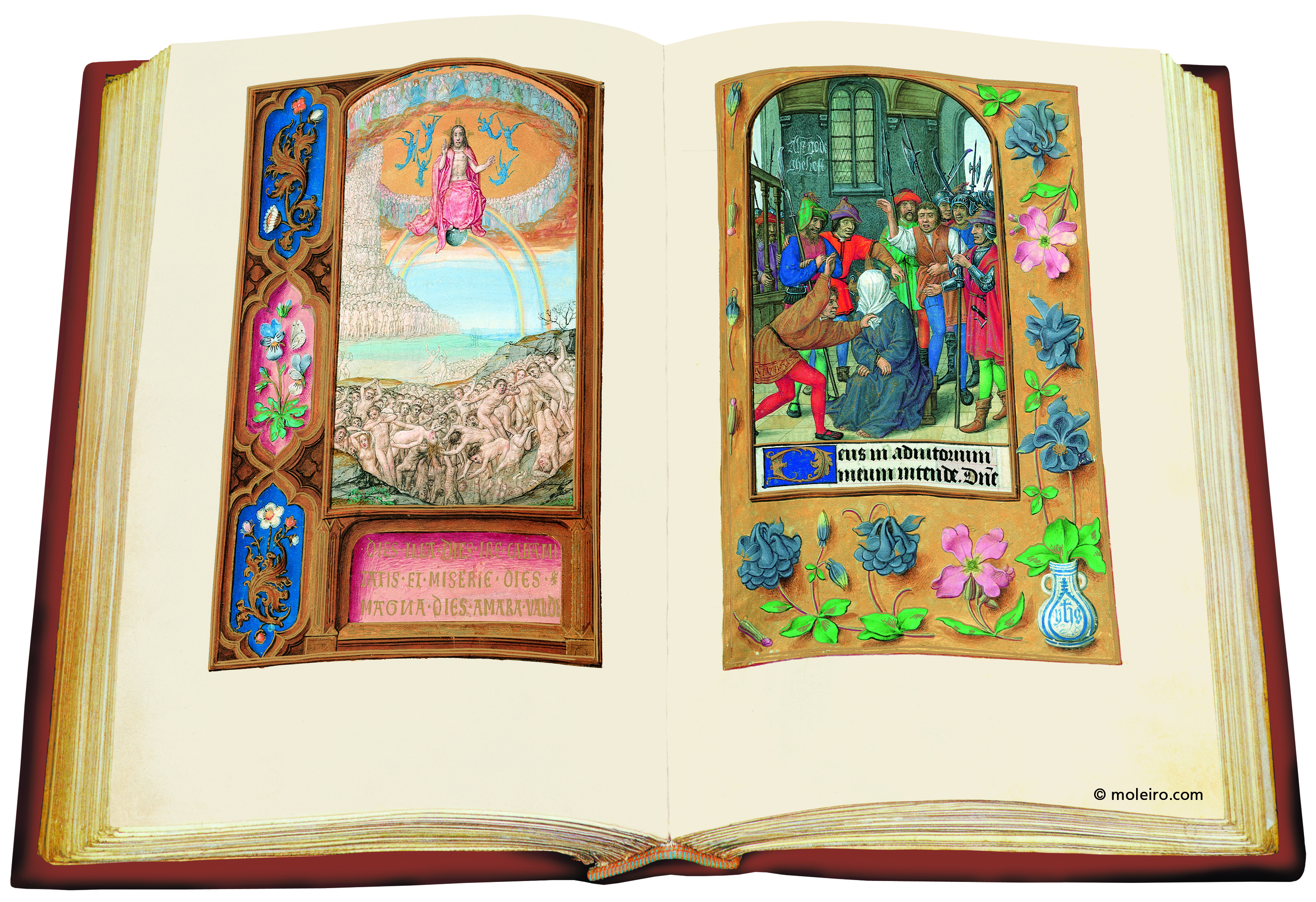
Libro de horas de Juana I de Castilla (The British Library, Add. Ms. 35313)

## Descripción

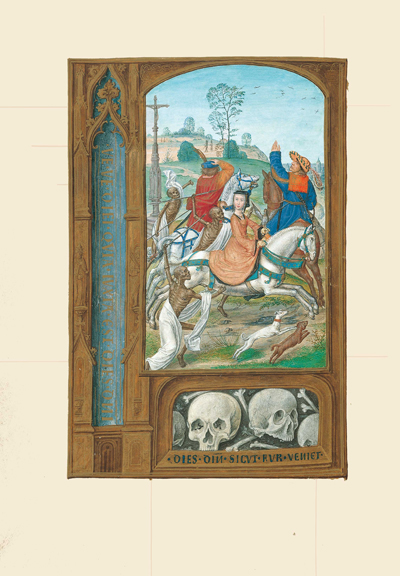
Libro de horas de Juana I de Castilla f 158v.

Las miniaturas se caracterizan por su realismo tridimensional y su gran sofisticación, especialmente reflejada en las que ilustran el ciclo de la Pasión. La carga emocional expresada en los rostros; la viveza y realismo de las escenas miniadas hacen que este códice sea una de las obras más impresionantes del arte flamenco.

### El calendario
El diseño de la página del calendario del Libro de horas de Juana I de Castilla está formado por una serie de imágenes que rodean el texto de cada mes, donde aparecen las letras KL (calendas), como en la mayoría de los calendarios manuscritos medievales, y un conjunto de columnas de número, letras y texto. Este calendario muestra la importancia de las distintas fiestas escribiendo con tinta roja el nombre del santo, mientras que las menores aparecen en negro.Cada folio del calendario presenta un mes, y el marco arquitectónico y los medallones insertos son habituales de la escuela de Gante y Brujas. En la parte inferior, como es habitual en los libros de horas, se ilustra una actividad propia de la época del año coincidente con el mes en cuestión.

### Las Horas de la Cruz y de la Virgen
Las partes más innovadoras del manuscrito, muy profusamente iluminado, se encuentran en dos ciclos iconográficos distintos, las Horas de la Cruz y las de la Virgen. Las Horas de la Cruz presentan catorce miniaturas, dispuestas a pares, que ofrecen el relato de la Pasión de Cristo, desde la entrada en Jersusalén hasta el santo entierro. Las de la Virgen contienen ocho pares de miniaturas. En la mayor parte de estos casos, se ubica un episodio de la vida de la Virgen, a par

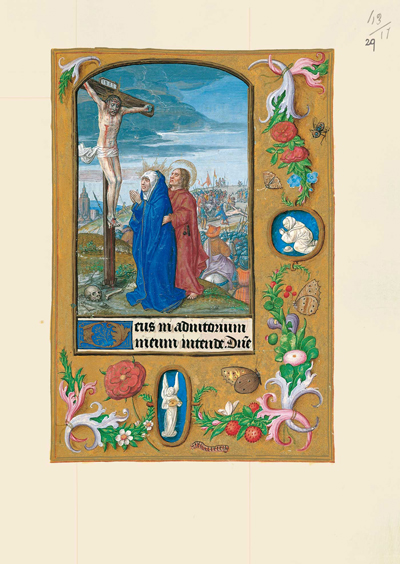
Libro de horas de Juana I de Castilla f. 29r

tir de la Anunciación y llegando hasta la Coronación, junto a algún episodio del Antiguo Testamento relacionado. Estos dos ciclos son los que contienen las mejores miniaturas del códice. En ellas, el artistas reduce al mínimo la introducción del texto, a veces con solo dos renglones, para brindar el mayor espacio posible a la iluminación. La uniformidad en el estilo de los márgenes contribuye a dar continuidad y unidad visual a estas introducciones.

### Propietarios
El Oficio de Difuntos contiene una versión de una composición poco frecuente incluida en las Horas de María de Borgoña de Berlín que muestra a María a caballo en la leyenda de los tres vivos y los tres muertos. Esta miniatura bien podría indicar que el libro fue encargado para una mujer, o para alguien que hubiese tenido una relación cercana con la duquesa de Borgoña.
La suntuosidad del manuscrito nos indica que fue un encargo real. La presencia de san Celedonio, san Ildefonso y san Isidoro invitan a pensar que la obra fue realizada para un miembro de la realeza española. Las referencias a san Juan Bautista, san Juan Evangelista, san Ildefonso y san Isidoro apuntan a Juana I de Castilla, Juana la Loca.
A mediados del siglo XIX d. C., el libro perteneció a la colección de Ferdinand James Anselm de Rothschild (1839-1898), barón de Rothschild, a cuya biblioteca también perteneció el conocido como Libro de oración de Rothschild, a su vez también pintado por Gerard Horenbout. La herencia del barón estipulaba que, a su muerte, el Libro de horas de Juana I de Castilla pasara al Museo Británico.